# Oreoderus argillaceus
Oreoderus argillaceus är en skalbaggsart som beskrevs av Hope 1841. Oreoderus argillaceus ingår i släktet Oreoderus och familjen Cetoniidae. Inga underarter finns listade i Catalogue of Life.